# Elecciones generales de Bermudas de 1985
Elecciones generales tuvieron lugar en Bermudas en octubre de 1985. El resultado fue una victoria para el Partido Unido de Bermudas, el cual ganó 22 de los 40 escaños en la Asamblea.
Un total de 98 candidatos se postularon para la elección, a pesar de que uno escaño, Southampton West, no tuvo competencia y dos candidatos Partido Unido de Bermudas se postularon sin competencia.

## Resultados
| Partido | Votos  | %     | Escaños | +/–   |
| --- | ------ | ----- | ------- | ----- |
| Partido Unido de Bermudas | 22 368 | 62,50 | 31      | +5    |
| Partido Laborista Progresista | 10 930 | 30,54 | 7       | –7    |
| Partido Liberal Nacional | 2 486  | 6,95  | 2       | Nuevo |
| Independientes | 5      | 0,01  | 0       | Nuevo |
| Total | 35 789 | 100   | 40      | 0     |
| Votantes registrados/participación                                                                                               | 29 340 |       | –       | –     |
| Fuente: Registro Parlamentario (enlace roto disponible en Internet Archive; véase el historial, la primera versión y la última). |        |       |         |       |